# Collegio di North East Hampshire
North East Hampshire è un collegio elettorale inglese situato nell'Hampshire rappresentato alla camera dei Comuni del parlamento del Regno Unito. Elegge un membro del parlamento con il sistema maggioritario a turno unico; l'attuale parlamentare è Alex Brewer dei Liberal Democratici, che rappresenta il collegio dal 2024.

## Estensione

North East Hampshire dal 2010 al 2024

- 1997-2010: i ward del distretto di Hart di Church Crookham, Crondall, Eversley, Fleet Courtmoor, Fleet Pondtail, Fleet West, Hartley Wintney, Hook, Long Sutton, Odiham e Whitewater, e i ward del distretto di East Hampshire di Binsted, Bramshott and Liphook, Froyle and Bentley, Grayshott, Headley, Selborne, Whitehill Bordon and Whitehill e Whitehill Lindford.
- 2010-2024: i ward del distretto di Hart di Church Crookham East, Church Crookham West, Crondall, Eversley, Fleet Central, Fleet Courtmoor, Fleet North, Fleet Pondtail, Fleet West, Hartley Wintney, Hook, Long Sutton, Odiham, Yateley East, Yateley North e Yateley West, e i ward del borough di Basingstoke e Deane di Calleva, Pamber, Sherborne St John e Upton Grey and The Candovers.
- dal 2024: i ward del distretto di Hart di Crookham East, Crookham West and Ewshot, Fleet Central, Fleet East, Fleet West, Hartley Wintney, Hook, Odiham e Yateley West, e i ward del borough di Basingstoke e Deane di Basing and Upton Grey e Bramley.

Tra le città ed i villaggi del collegio vi sono Elvetham Heath, Eversley, Fleet, Hartley Wintney, Headley, Herriard, Hook, Odiham, Sherfield on Loddon, Silchester e Yateley.
Il collegio fu leggermente modificato in occasione delle elezioni generali del 2010: la parte meridionale del collegio fu trasferita a East Hampshire, mentre alcuni ward furono spostati all'interno del collegio prelevandoli da Basingstoke e Aldershot.

## Membri del parlamento
| Elezione | Elezione          | Deputato        | Partito             |
| -------- | ----------------- | --------------- | ------------------- |
|          | 1997              | James Arbuthnot | Conservatore        |
| 2015     | Ranil Jayawardena |                 | Conservatore        |
|          | 2024              | Alex Brewer     | Liberal Democratici |

## Elezioni

### Elezioni negli anni 2020
| Partito                    | Partito                                         | Candidato                  | Risultati 4 luglio 2024 | Risultati 4 luglio 2024 |
| Partito                    | Partito                                         | Candidato                  | Voti                    | %                       |
| -------------------------- | ----------------------------------------------- | -------------------------- | ----------------------- | ----------------------- |
|                            | Lib Dem                                         | Alex Brewer                | 21 178                  | 38,12                   |
|                            | Conservatore                                    | Ranil Jayawardena          | 20 544                  | 36,98                   |
|                            | Reform UK                                       | Paul Morton                | 6 673                   | 12,01                   |
|                            | Laburista                                       | Bradley Phillips           | 5 057                   | 9,10                    |
|                            | Verde                                           | Mohamed Miah               | 1 425                   | 2,56                    |
|                            | Monster Raving Loony                            | Howling Laud Hope          | 340                     | 0,61                    |
|                            | Hampshire Independents                          | Duncan Stone               | 274                     | 0,49                    |
|                            | Libertario                                      | Alex Zychowski             | 69                      | 0,12                    |
|                            |                                                 |                            |                         |                         |
| Iscritti                   | Iscritti                                        | Iscritti                   | 76 975                  | 100,00                  |
| ↳ Votanti (% su iscritti)  | ↳ Votanti (% su iscritti)                       | ↳ Votanti (% su iscritti)  | 55 560                  | 72,18                   |
| ↳ Astenuti (% su iscritti) | ↳ Astenuti (% su iscritti)                      | ↳ Astenuti (% su iscritti) | 21 415                  | 27,82                   |
|                            |                                                 |                            |                         |                         |
|                            | Esito: collegio passa da Conservatore a Lib Dem |                            |                         |                         |

### Elezioni negli anni 2010
| Partito                    | Partito                                   | Candidato                  | Risultati 12 dicembre 2019 | Risultati 12 dicembre 2019 |
| Partito                    | Partito                                   | Candidato                  | Voti                       | %                          |
| -------------------------- | ----------------------------------------- | -------------------------- | -------------------------- | -------------------------- |
|                            | Conservatore                              | Ranil Jayawardena          | 35 280                     | 59,52                      |
|                            | Lib Dem                                   | Graham Cockarill           | 15 069                     | 25,42                      |
|                            | Laburista                                 | Barry Jones                | 5 760                      | 9,72                       |
|                            | Verdi                                     | Culann Walsh               | 1 754                      | 2,96                       |
|                            | Indipendente                              | Tony Durrant               | 831                        | 1,40                       |
|                            | Monster Raving Loony                      | Howling Laud Hope          | 576                        | 0,97                       |
|                            |                                           |                            |                            |                            |
| Iscritti                   | Iscritti                                  | Iscritti                   | 78 954                     | 100,00                     |
| ↳ Votanti (% su iscritti)  | ↳ Votanti (% su iscritti)                 | ↳ Votanti (% su iscritti)  | 59 270                     | 75,07                      |
| ↳ Astenuti (% su iscritti) | ↳ Astenuti (% su iscritti)                | ↳ Astenuti (% su iscritti) | 19 684                     | 24,93                      |
|                            |                                           |                            |                            |                            |
|                            | Esito: collegio confermato a Conservatore |                            |                            |                            |

| Partito                    | Partito                                   | Candidato                  | Risultati 8 giugno 2017 | Risultati 8 giugno 2017 |
| Partito                    | Partito                                   | Candidato                  | Voti                    | %                       |
| -------------------------- | ----------------------------------------- | -------------------------- | ----------------------- | ----------------------- |
|                            | Conservatore                              | Ranil Jayawardena          | 37 754                  | 65,51                   |
|                            | Laburista                                 | Barry Jones                | 9 982                   | 17,32                   |
|                            | Lib Dem                                   | Graham Cockarill           | 6 987                   | 12,12                   |
|                            | Verdi                                     | Chas Spradbery             | 1 476                   | 2,56                    |
|                            | UKIP                                      | Mike Gascoigne             | 1 061                   | 1,84                    |
|                            | Indipendente                              | Robert Blay                | 367                     | 0,64                    |
|                            |                                           |                            |                         |                         |
| Iscritti                   | Iscritti                                  | Iscritti                   | 75 526                  | 100,00                  |
| ↳ Votanti (% su iscritti)  | ↳ Votanti (% su iscritti)                 | ↳ Votanti (% su iscritti)  | 57 627                  | 76,30                   |
| ↳ Astenuti (% su iscritti) | ↳ Astenuti (% su iscritti)                | ↳ Astenuti (% su iscritti) | 17 899                  | 23,70                   |
|                            |                                           |                            |                         |                         |
|                            | Esito: collegio confermato a Conservatore |                            |                         |                         |

| Partito                    | Partito                                   | Candidato                  | Risultati 7 maggio 2015 | Risultati 7 maggio 2015 |
| Partito                    | Partito                                   | Candidato                  | Voti                    | %                       |
| -------------------------- | ----------------------------------------- | -------------------------- | ----------------------- | ----------------------- |
|                            | Conservatore                              | Ranil Jayawardena          | 35 573                  | 65,88                   |
|                            | Lib Dem                                   | Graham Cockarill           | 5 657                   | 10,48                   |
|                            | Laburista                                 | Amran Hussain              | 5 290                   | 9,80                    |
|                            | UKIP                                      | Robert Blay                | 4 732                   | 8,76                    |
|                            | Verdi                                     | Andrew Johnston            | 2 364                   | 4,38                    |
|                            | Monster Raving Loony                      | Mad Max Bobetsky           | 384                     | 0,71                    |
|                            |                                           |                            |                         |                         |
| Iscritti                   | Iscritti                                  | Iscritti                   | 74 074                  | 100,00                  |
| ↳ Votanti (% su iscritti)  | ↳ Votanti (% su iscritti)                 | ↳ Votanti (% su iscritti)  | 54 000                  | 72,90                   |
| ↳ Astenuti (% su iscritti) | ↳ Astenuti (% su iscritti)                | ↳ Astenuti (% su iscritti) | 20 074                  | 27,10                   |
|                            |                                           |                            |                         |                         |
|                            | Esito: collegio confermato a Conservatore |                            |                         |                         |

| Partito                    | Partito                                   | Candidato                  | Risultati 6 maggio 2010 | Risultati 6 maggio 2010 |
| Partito                    | Partito                                   | Candidato                  | Voti                    | %                       |
| -------------------------- | ----------------------------------------- | -------------------------- | ----------------------- | ----------------------- |
|                            | Conservatore                              | James Arbuthnot            | 32 075                  | 60,59                   |
|                            | Lib Dem                                   | Denzil Coulson             | 13 478                  | 25,46                   |
|                            | Laburista                                 | Barry Jones                | 5 173                   | 9,77                    |
|                            | UKIP                                      | Ruth Duffin                | 2 213                   | 4,18                    |
|                            |                                           |                            |                         |                         |
| Iscritti                   | Iscritti                                  | Iscritti                   | 72 222                  | 100,00                  |
| ↳ Votanti (% su iscritti)  | ↳ Votanti (% su iscritti)                 | ↳ Votanti (% su iscritti)  | 52 939                  | 73,30                   |
| ↳ Astenuti (% su iscritti) | ↳ Astenuti (% su iscritti)                | ↳ Astenuti (% su iscritti) | 19 283                  | 26,70                   |
|                            |                                           |                            |                         |                         |
|                            | Esito: collegio confermato a Conservatore |                            |                         |                         |

### Elezioni negli anni 2000
| Partito                    | Partito                                   | Candidato                  | Risultati 5 maggio 2005 | Risultati 5 maggio 2005 |
| Partito                    | Partito                                   | Candidato                  | Voti                    | %                       |
| -------------------------- | ----------------------------------------- | -------------------------- | ----------------------- | ----------------------- |
|                            | Conservatore                              | James Arbuthnot            | 25 407                  | 53,73                   |
|                            | Lib Dem                                   | Adam Carew                 | 12 858                  | 27,19                   |
|                            | Laburista                                 | Kevin McGrath              | 7 630                   | 16,14                   |
|                            | UKIP                                      | Paul Birch                 | 1 392                   | 2,94                    |
|                            |                                           |                            |                         |                         |
| Iscritti                   | Iscritti                                  | Iscritti                   | 72 973                  | 100,00                  |
| ↳ Votanti (% su iscritti)  | ↳ Votanti (% su iscritti)                 | ↳ Votanti (% su iscritti)  | 47 287                  | 64,80                   |
| ↳ Astenuti (% su iscritti) | ↳ Astenuti (% su iscritti)                | ↳ Astenuti (% su iscritti) | 25 686                  | 35,20                   |
|                            |                                           |                            |                         |                         |
|                            | Esito: collegio confermato a Conservatore |                            |                         |                         |

| Partito                    | Partito                                   | Candidato                  | Risultati 7 giugno 2001 | Risultati 7 giugno 2001 |
| Partito                    | Partito                                   | Candidato                  | Voti                    | %                       |
| -------------------------- | ----------------------------------------- | -------------------------- | ----------------------- | ----------------------- |
|                            | Conservatore                              | James Arbuthnot            | 23 379                  | 53,20                   |
|                            | Lib Dem                                   | Michael Plummer            | 10 122                  | 23,03                   |
|                            | Laburista                                 | Barry Jones                | 8 744                   | 19,90                   |
|                            | UKIP                                      | Graham Mellstrom           | 1 702                   | 3,87                    |
|                            |                                           |                            |                         |                         |
| Iscritti                   | Iscritti                                  | Iscritti                   | 71 342                  | 100,00                  |
| ↳ Votanti (% su iscritti)  | ↳ Votanti (% su iscritti)                 | ↳ Votanti (% su iscritti)  | 43 947                  | 61,60                   |
| ↳ Astenuti (% su iscritti) | ↳ Astenuti (% su iscritti)                | ↳ Astenuti (% su iscritti) | 27 395                  | 38,40                   |
|                            |                                           |                            |                         |                         |
|                            | Esito: collegio confermato a Conservatore |                            |                         |                         |

## Risultati dei referendum

### Referendum sulla permanenza del Regno Unito nell'Unione europea del 2016
|             | Collegio             | Lasciare UE % | Rimanere in UE % |
| ----------- | -------------------- | ------------- | ---------------- |
|             | North East Hampshire | 45,9%         | 54,1%            |
|             | Inghilterra          | 53,3%         | 46,7%            |
| Regno Unito | 51,9%                | 48,1%         |                  |